# Plexicushion

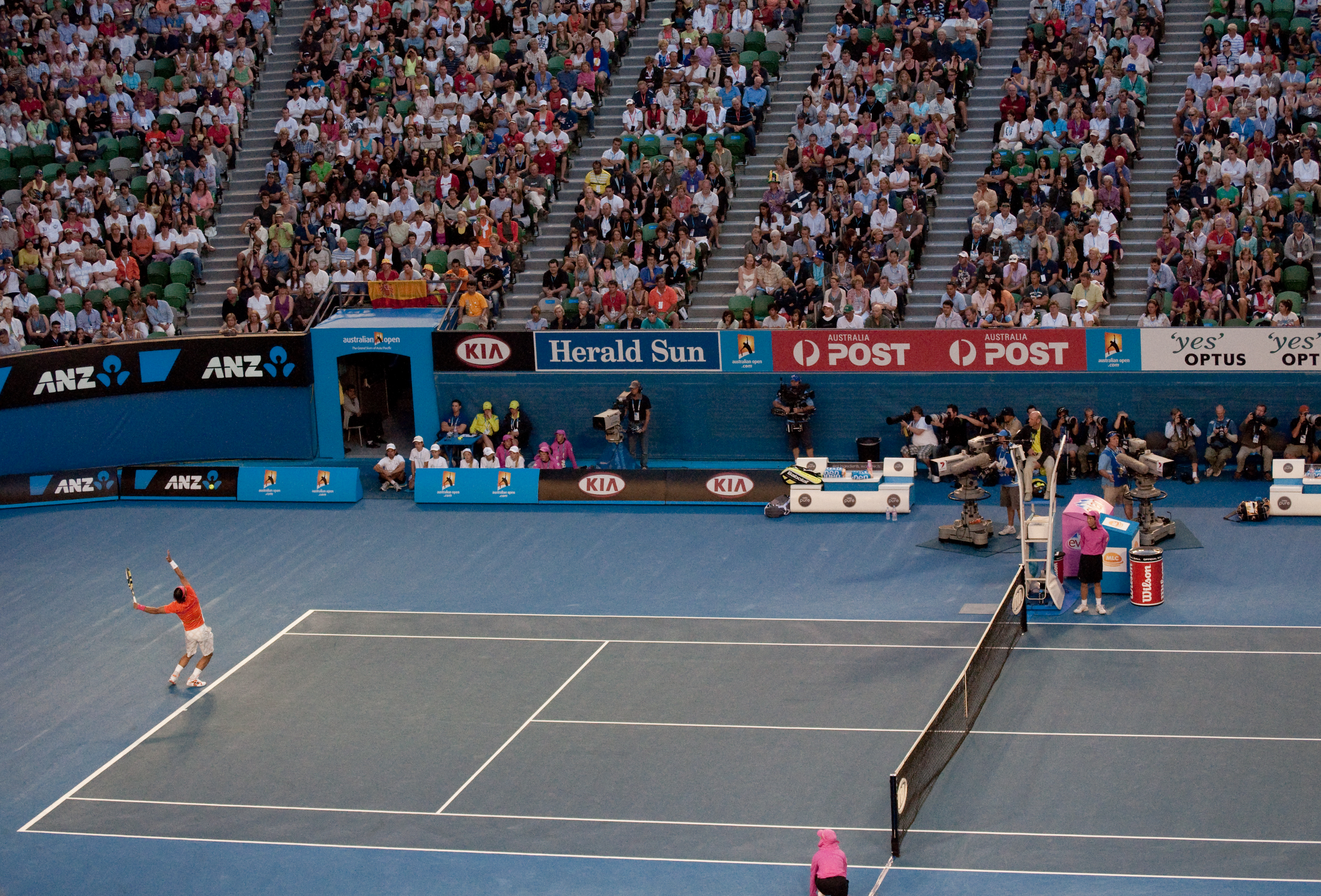
Australia

Plexicushion es un tipo de pista de tenis dura, que se utiliza en algunos torneos de tenis, siendo el más importante de ellos el Abierto de Australia. La superficie apareció en 2008 como reemplazo de la controvertida pista de Rebound Ace, en un intento de reducir las lesiones (sobre todo torceduras de tobillos) que producía la anterior superficie del Abierto australiano.
La superficie es fabricada por la compañía Plexipave con un sustrato de Plexicushion (una mezcla de látex, goma y partículas de plástico) y es una superficie 100% acrílica. Permite un bote más uniforme de la pelota y una mayor regularidad en la velocidad de la pista ante los cambios de temperatura.
- Datos: Q1197141